# جاموس إفريقي
الجاموس الأفريقي، هو نوع كبير من الأبقار يعيش في مناطق جنوب الصحراء الكبرى في أفريقيا. يتميز الجاموس الأفريقي البالغ بقرونه الكبيرة التي تتصل ببعضها وتشكل درعًا عظميًا يمتد عبر الجزء العلوي من الرأس.
الجاموس الأفريقي أكثر قرابة لأنواع الجاموس الأخرى مما هو عليه للبقريات الأخرى مثل البيسون الأمريكي أو الماشية المنزلية، حيث أن أقرب قريب حي له هو جاموس الماء الآسيوي. يعتبر مزاجه المتقلب أحد الأسباب التي جعلت تدجينه بالغ الصعوبة، وهو ما يفسر أيضًا عدم وجود سلالات مستأنسة له، بعكس القطاس البري وجاموس الماء البري اللذين أصبحا أسلافًا لأنواع مستأنسة.
يواجه الجاموس الأفريقي البالغ العديد من الحيوانات المفترسة مثل الأسود، الكلاب البرية الأفريقية، الضباع المرقطة، وتماسيح النيل. وكإحدى الحيوانات الخمسة الكبرى، يُعتبر الجاموس الأفريقي من الجوائز التي يسعى العديد من الصيادين للحصول عليها.

## الأنواع
هناك خمسة أنواع فرعية معترف بها من قبل معظم علماء الحياة البرية:
- الجاموس الأفريقي هو النوع الفرعي الأساسي والأكبر، ويعيش في مناطق جنوب وشرق أفريقيا.
- جاموس الغابة الإفريقي هو أصغر الأنواع الفرعية ويعيش في مناطق الغابات في وسط وغرب أفريقيا.
- الجاموس السوداني هو نوع أصغر من الجاموس الأفريقي، ويعيش في المناطق الأكثر جفافًا في شمال وسط وغرب أفريقيا.
- الجاموس النيلي قد يُعتبر أحيانًا مشابهًا للجاموس السوداني، ويعيش في المناطق الجافة في شمال شرق ووسط أفريقيا.
- الجاموس الجبلي هو نوع فرعي متنازع عليه، يوجد في جبال فيرونجا في وسط أفريقيا.

## الوصف
الجاموس الأفريقي نوع قوي جدًا. يتراوح ارتفاع كتفه من 1.0 إلى 1.7 متر، ويمكن أن يتراوح طول رأسه وجسمه من 1.7 إلى 3.4 متر. يتراوح طول الذيل من 70 إلى 110 سم. جسمه طويل مقارنة بالبقريات الكبيرة الأخرى لكنه قوي البنية (قد يتجاوز طول جسمه جاموس الماء البري، الذي يكون أثقل وأطول)، وله سيقان قصيرة لكنها قوية، مما يجعل ارتفاعه عند الوقوف قصير نسبيًا.
يزن الجاموس الأفريقي من 425 إلى 870 كجم (الذكور أثقل بحوالي 100 كجم من الإناث). بالمقارنة، فإن جاموس الغابة الأفريقي يزن من 250 إلى 450 كجم فقط، أي نصف هذا الحجم تقريبًا. يحمل رأسه منخفضًا؛ حيث تقع قمته تحت خط الظهر. الحوافر الأمامية للجاموس أعرض من الخلفية، وهذا مرتبط بالحاجة لدعم وزن الجزء الأمامي من الجسم، الذي يكون أثقل وأقوى من الخلفي.
جواميس السافانا لها فراء أسود أو بني داكن. غالبًا ما يكون لدى الثيران المسنة دوائر بيضاء حول العينين وعلى الوجه. تميل الإناث إلى امتلاك فراء أكثر احمرارًا. جواميس الغابة أصغر بنسبة 30-40%، وهي ذات لون بني محمر، مع نمو شعر أكثر كثافة حول الأذنين وقرون تنحني للخلف وقليلاً للأعلى. العجول من كلا النوعين لها فراء أحمر.
السمة المميزة لقرون ذكور الجاموس الأفريقي البالغة (في المجموعات الجنوبية والشرقية) هي أن قواعدها تقترب جدًا من بعضها، مشكلة درعًا يسمى "السنام". تتباعد القرون من القاعدة للأسفل، ثم تنحني بسلاسة للأعلى والخارج وفي بعض الحالات للداخل أو للخلف. في الثيران الكبيرة، قد تصل المسافة بين نهايات القرون إلى أكثر من متر (الرقم القياسي هو 164 سم). تتشكل القرون بالكامل عندما يبلغ الحيوان عمر 5 أو 6 سنوات، لكن السنام لا يصبح "صلبًا" إلا عندما يبلغ عمر 8 إلى 9 سنوات.
في الإناث، تكون القرون أصغر بنسبة 10-20% في المتوسط، وليس لديها سنام. قرون جاموس الغابات أصغر من تلك الخاصة بجواميس السافانا من جنوب وشرق أفريقيا، وعادة ما يقل طولها عن 40 سم، ونادرًا ما تكون ملتحمة.
على عكس البقريات الكبيرة الأخرى، يمتلك الجاموس الأفريقي 52 كروموسومًا (للمقارنة، يمتلك البيسون الأمريكي والماشية المنزلية 60). هذا يعني أن الماشية المنزلية والبيسون غير قادرين على إنتاج نسل هجين مع الجاموس الأفريقي.

## معرض صور

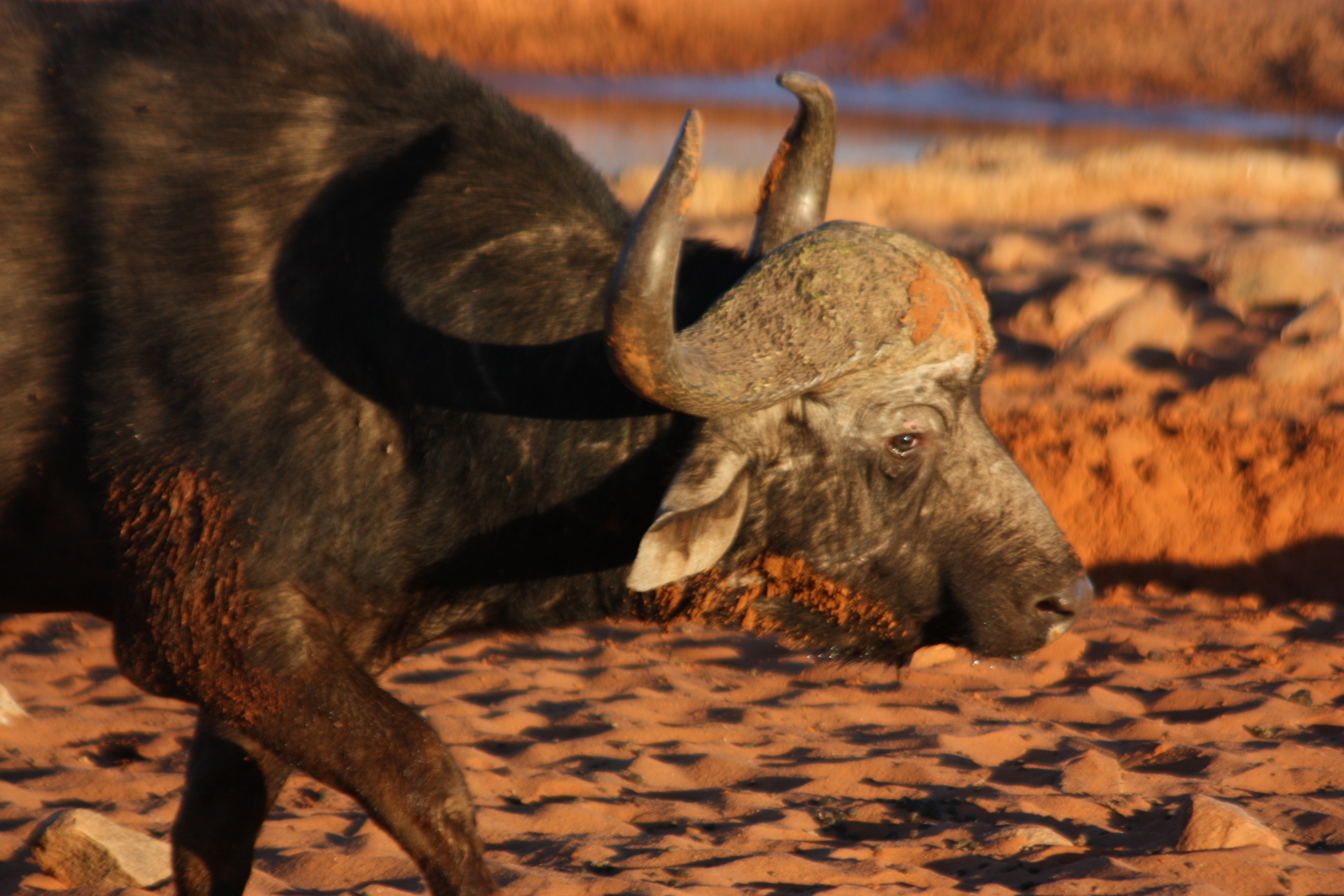
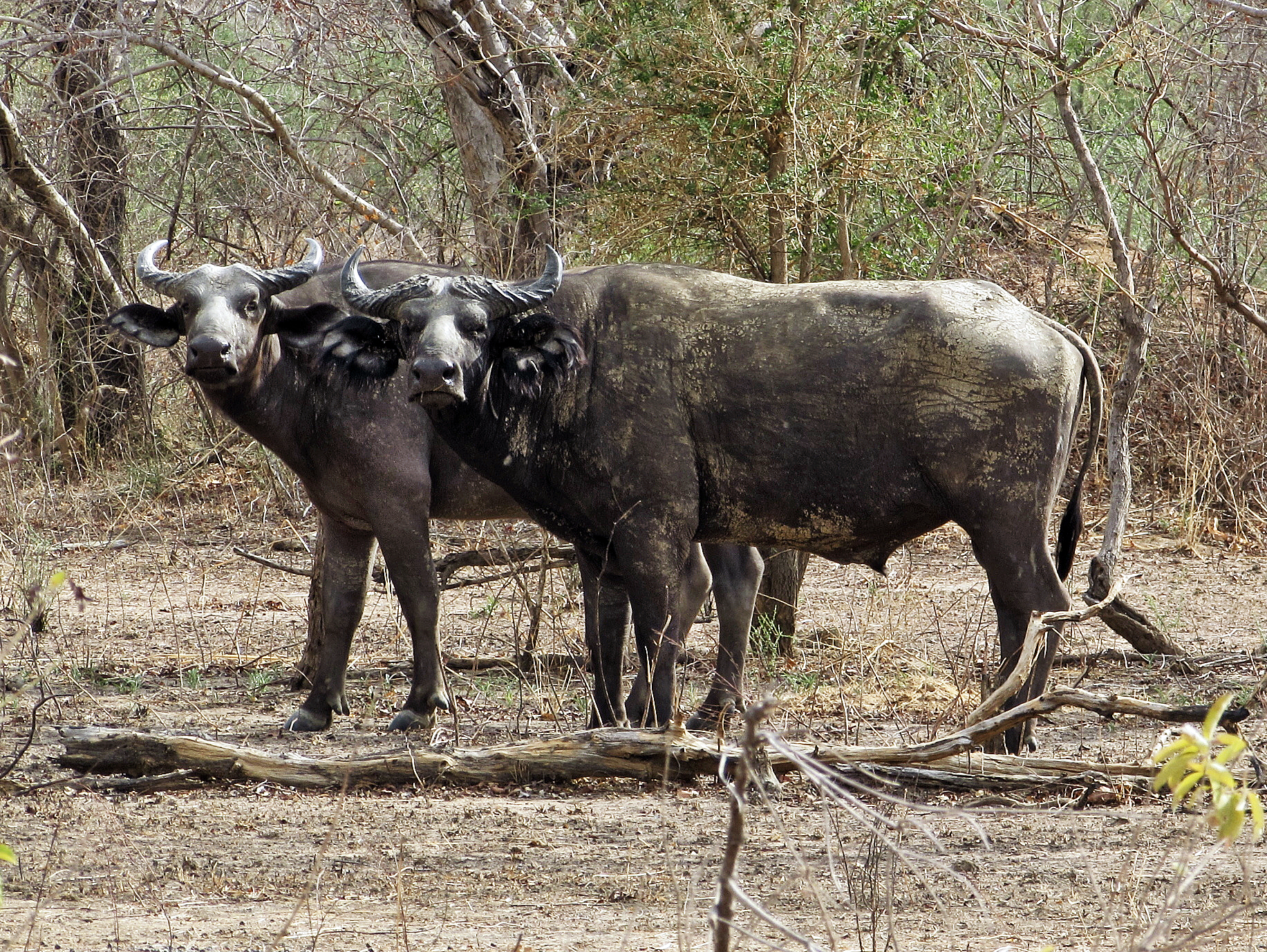
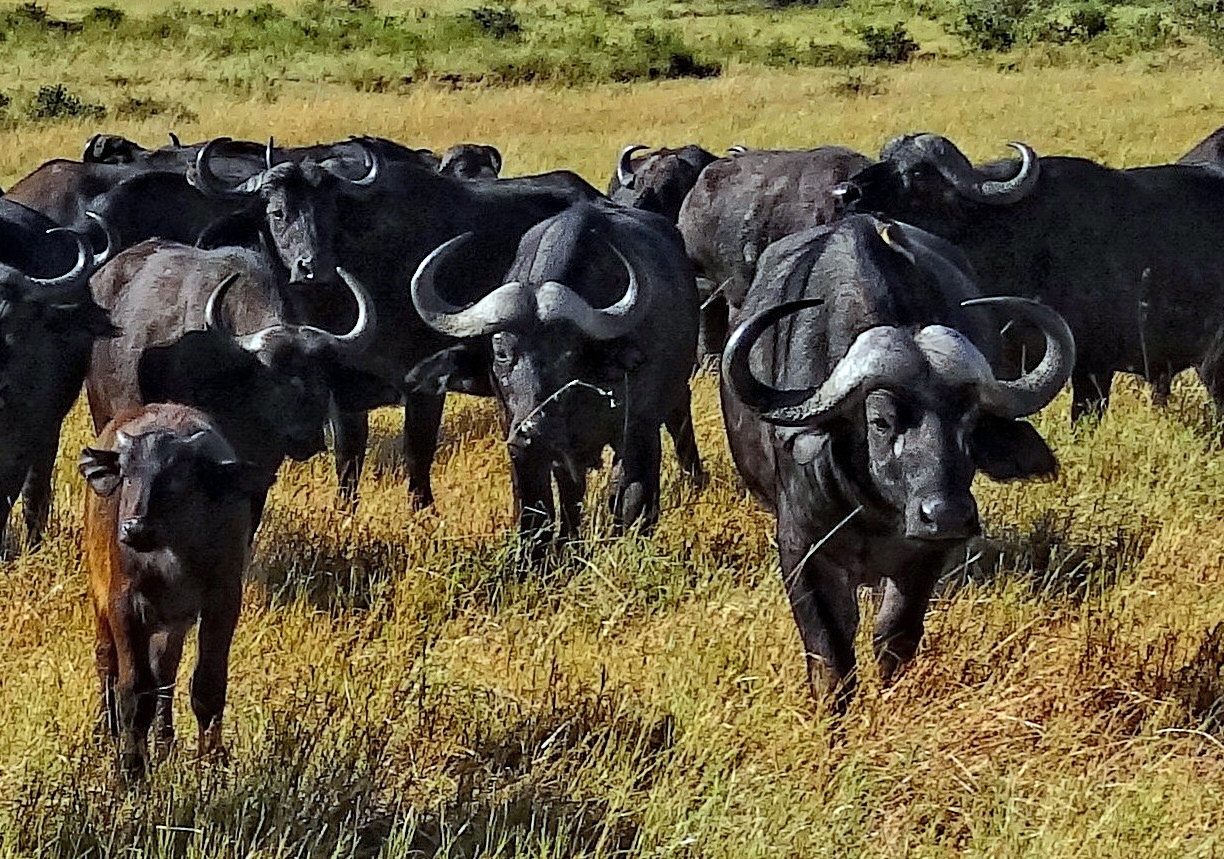
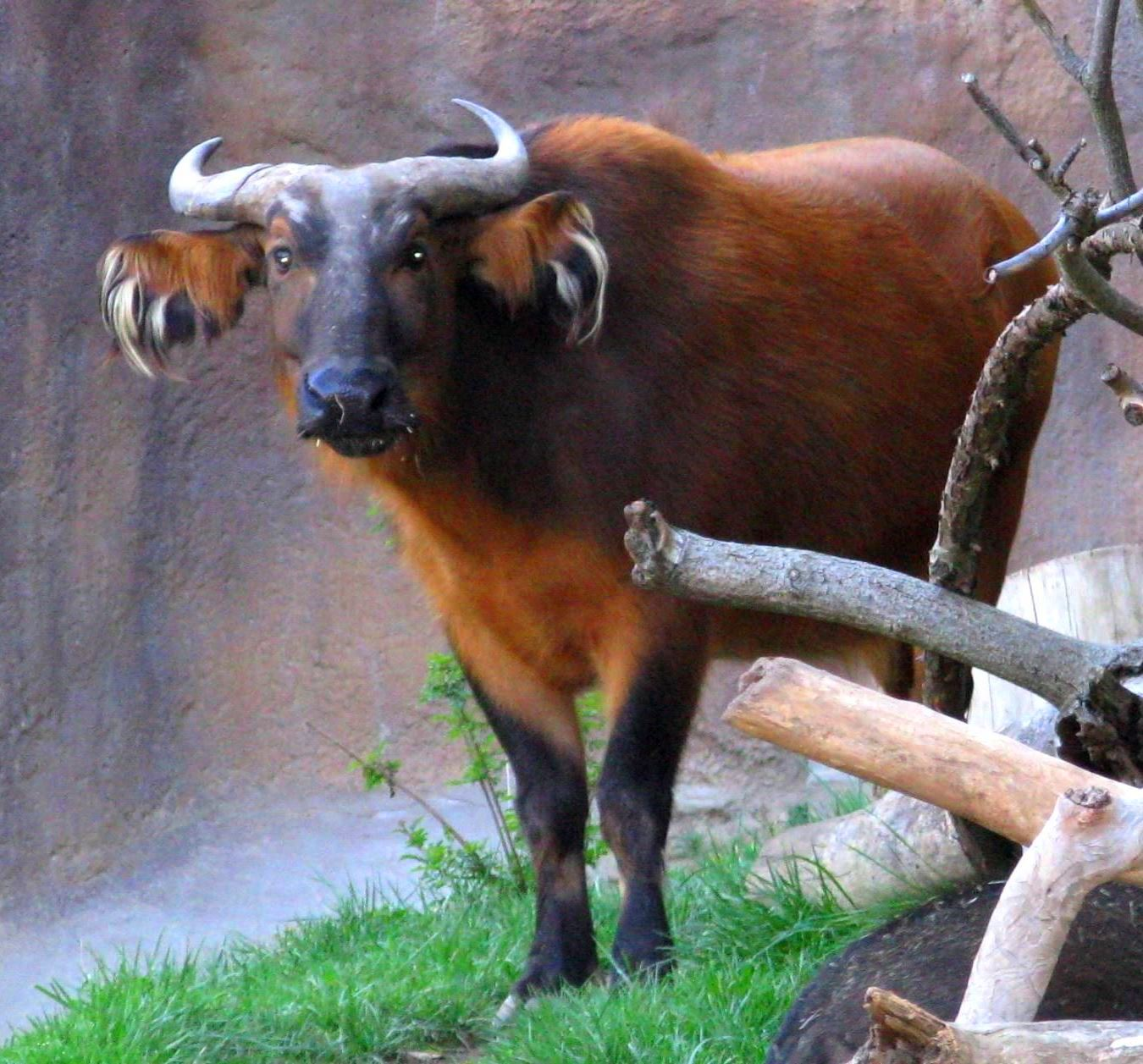

## كتابات أخرى
- Ecology and Behaviour of the African Buffalo - Social Inequality and Decision Making (Chapman & Hall Wildlife Ecology & Behaviour)
- Huffman, B. 2006. The ultimate ungulate page. UltimateUngulate.com. Retrieved January 9, 2007.
- International Union for Conservation of Nature and Natural Resources (IUCN). 2006. Syncerus caffer,
- Nowak, R.M. and Paradiso, J.L. 1983. Walker's Mammals of the World. Baltimore, Maryland, USA: The Johns Hopkins University Press. ISBN 978-0-8018-2525-5

## وصلات خارجية
- Video:Battle Kruger على يوتيوب
- Buffalo images